# Cixidia karaseki
Cixidia karaseki är en insektsart som först beskrevs av Melichar 1905.  Cixidia karaseki ingår i släktet Cixidia och familjen vedstritar. Inga underarter finns listade i Catalogue of Life.